# Regina Jacobs
Regina Jacobs (Los Angeles, 28 augustus 1963) is een Amerikaanse voormalige middellangeafstandsatlete. Ze studeerde aan de Stanford-universiteit en vertegenwoordigde Amerika op drie achtereenvolgende Olympische Spelen. Ze was 24 maal Amerikaans kampioene en beëindigde haar sportcarrière, nadat ze betrapt was op doping.

## Loopbaan
Jacobs behaalde een tweede plaats op de 1500 m tijdens de wereldkampioenschappen van 1997 in Athene. Twee jaar later won ze eveneens een zilveren medaille op de WK in Sevilla (4.00,35).
Op 2 februari 2003 bracht Jacobs op 39-jarige leeftijd in Boston het wereldindoorrecord op de 1500 m op 3.59,98. Hiermee was ze de eerste vrouw die deze afstand op een indoorbaan binnen de vier minuten liep. Een jaar eerder had ze op dezelfde baan ook al een wereldrecord op de 2 mijl (9.23,38) gevestigd. "Hier heb ik altijd snel gelopen. Zowel het publiek als de baan is geweldig", meldde de Amerikaanse na afloop en streek met haar record een som van 25.000 dollar op.
Na haar positieve dopingtest, waarbij ze voor vier jaar werd geschorst, beëindigde Regina Jacobs in 2004 op 41-jarige leeftijd haar sportcarrière en werd makelaar in Oakland. Ze werd in juni 2003 op de Amerikaanse atletiekkampioenschappen in Stanford betrapt op het gebruik van de synthetische anabole steroïde tetrahydrogestrinon (THG). Ook kogelstoter Kevin Toth, kogelslingeraar John McEwen en de Britse sprinter Dwain Chambers werden in verband gebracht met het gebruik van dit middel. Ze stond op de klantenlijst van Bay Area Laboratory Co-Operative (BALCO).

## Titels
- Wereldkampioene 1500 m - 1995, 2003
- Amerikaans kampioene 800 m - 2001
- Amerikaans kampioene 1500 m - 1987, 1989, 1992, 1994, 1995, 1996, 1997, 1999, 2000, 2001, 2002
- Amerikaans indoorkampioene 1500 m - 1995, 2000, 2002, 2003
- Amerikaans indoorkampioene 3000 m - 1999, 2001, 2003
- Amerikaans kampioene 5000 m - 1998, 1999, 2000
- Amerikaans kampioene veldlopen (korte afstand) - 2001, 2002

## Persoonlijke records
Outdoor
| Onderdeel   | Prestatie       | Datum            | Plaats       |
| ----------- | --------------- | ---------------- | ------------ |
| 800 m       | 1.58,08         | 24 juni 2000     | Eugene       |
| 1000 m      | 2.31,80 (AR)    | 3 juli 1999      | Brunswick    |
| 1500 m      | 4.00,35         | 29 augustus 1999 | Sevilla      |
| 1 Eng. mijl | 4.20,93         | 20 juli 1998     | Uniondale    |
| 2000 m      | 5.38,42         | 8 juli 1994      | Edinburgh    |
| 3000 m      | 8.39,56         | 25 juli 1998     | Edwardsville |
| 2 Eng. mijl | 9.11.97 (ex-WR) | 12 augustus 1999 | Los Gatos    |
| 5000 m      | 14.45,35        | 21 juli 2000     | Sacramento   |

Indoor
| Onderdeel   | Prestatie       | Datum           | Plaats   |
| ----------- | --------------- | --------------- | -------- |
| 800 m       | 2.01,71         | 29 januari 2000 | Fairfax  |
| 1000 m      | 2.35,29         | 6 februari 2000 | Boston   |
| 1500 m      | 3.59,98 (ex-WR) | 1 februari 2003 | Boston   |
| 1 Eng. mijl | 4.21,79         | 8 januari 2000  | New York |
| 3000 m      | 8.39,14         | 7 maart 1999    | Maebashi |
| 2 Eng. mijl | 9.23,38 (ex-WR) | 27 januari 2002 | Boston   |

## Palmares

### 1500 m
Kampioenschappen
- 1994: 10e Grand Prix Finale - 4.12,71
- 1995:  WK indoor - 4.12,61
- 1997:  WK - 4.04,63
- 1999:  WK - 4.00,35
- 2002: 4e Wereldbeker - 4.10,78
- 2003:  WK indoor - 4.01,67

Golden League-podiumplekken
- 2002:  Herculis – 4.01,02
- 2002:  Memorial Van Damme – 4.01,06

### 1 Eng. mijl
- 1998:  Goodwill Games - 4.20,93

### 3000 m
- 1998:  Wereldbeker - 9.11,15
- 1999:  WK indoor - 8.39,14
- 2001: 12e WK indoor - 9.05,33

### 5000 m
- 1998:  Wereldbeker - 16.26,24